# Illicium cubense
Illicium cubense är en tvåhjärtbladig växtart. Illicium cubense ingår i släktet Illicium och familjen Schisandraceae.

## Underarter
Arten delas in i följande underarter:
- I. c. bissei
- I. c. cubense
- I. c. guajaibonense
- I. c. guantanamense
- I. c. rangelense